# Gosizdat
La Maison d'édition d'État de la RSFSR (en russe : Госуда́рственное изда́тельство РСФСР), également connue sous le nom de Gosizdat (Госиздат), était une maison d'édition fondée dans la République socialiste fédérative soviétique de Russie le 21 mai 1919. 
Elle allait devenir l'une des principales maisons d'édition d'Union soviétique. En 1930, Gosizdat est remplacée par l'OGIZ (ru) (Объединение государственных книжно-журнальных издательств).

## Histoire
Gosizdat est créée au Commissariat du peuple à l'éducation de la RSFSR le 20 mai 1919 conformément au Règlement du Comité exécutif central panrusse et à l'initiative d'Anatoly Lounatcharski. La maison d'édition était dirigée par un comité de rédaction dont le président et les membres étaient désignés par le Commissariat du peuple à l'éducation, nommés par le Conseil des commissaires du peuple et approuvés par la Commission exécutive centrale panrusse.
Le décret fondateur du Gosizdat plaça sous leur contrôle toutes les éditions privées de la Russie soviétique. Même si les éditeurs étaient tenus de soumettre leurs manuscrits avant leur publication, Gosizdat était remarquablement inefficace et incapable de faire respecter cette obligation. Les problèmes les plus importants étaient le manque de papier et l'entretien des presses à imprimer. Le commerce du livre avait également été municipalisé à Moscou en octobre 1918 et, d'avril 1919 à l'automne 1921, tous les livres étaient distribués gratuitement par Tsentropechat.
En février 1921, à la suite du rapport de la Commission Litkens, Gosizdat est incorporée en tant que département au sein de Narkompros.
Le 8 octobre 1930, la maison d'édition est transformée en Association des maisons d'édition nationales de livres et de revues (OGIZ). Au total, dans les années 1919-1930, Gosizdat a publié 29 555 titres de livres et brochures avec un tirage total de 610,3 millions d'exemplaires.

## Directeurs
- 1919-1921 : Vatslav Vorovski (en)
- 1921-1924 : Otto Schmidt
- 1927-1930 : Artemik Khalatov (en)